# Marengo inornata
Marengo inornata là một loài nhện trong họ Salticidae.
Loài này thuộc chi Marengo. Marengo inornata được Eugène Simon miêu tả năm 1900.